# Phoque (Q128)
Pour les autres navires du même nom, voir Phoque (navire).
Le Phoque (Q128) était un sous-marin de la Marine nationale française, qui a servi durant l'entre-deux-guerres et la Seconde Guerre mondiale, de 1928 à 1943, sous deux pavillons différents.